# Mario Batà
(Dall'ultima lettera inviata ai genitori prima dell'esecuzione)
Mario Batà (Roma, 1917 – Sforzacosta, 20 dicembre 1943) è stato un partigiano italiano.
Tenente di complemento del Genio militare, medaglia d'oro al valor militare alla memoria.

## La vita
Frequentò l'università a Roma e nel 1940 lasciò gli studi di ingegneria per rispondere alla chiamata alle armi. A Civitavecchia seguì il corso da allievo ufficiale di complemento nella scuola centrale dell'arma del Genio. Trasferito a Macerata venne promosso al grado di Tenente.
Dopo l'armistizio dell'8 settembre 1943 si unì ai partigiani nella zona del comune di Cingoli sui monti del maceratese.
Arrestato nel novembre del 1943 a Macerata venne processato dal locale Tribunale di Guerra Tedesco e condannato a morte. Fucilato il 20 dicembre 1943 nel campo d'internamento nella frazione di Sforzacosta.
Gli fu conferita la Medaglia d'oro al valor militare.

## Riconoscimenti e dediche
- A Mario Batà il comune di Macerata ha intitolato una via.
- A Mario Batà il comune di Roma ha intitolato una via.